# Академизам
Академизам (енгл. Academic Realism), од његових обожавалаца називан као традиционалан хуманизам, је стил у европској уметности којим је у другој половини 19. века завршио класицизам. Главни циљ академизма је завршеност слике и глаткоћа слике. Полази од антике и врхунца ренесансе и једна од најважнијих техника коју је користио и често употребљавао је техника барокног сликара Каравађа (1571. - 1610) употреба његове светлости предвечерија на сликама. Мотиви које су гајили академисти су били из тема митологије и историје и сликали су их на великим платнима, то су били још пејзаж, портрет и мртва природа. Сликари академичари су се махом родили између 1823. и 1836. године.
Академија ликовних уметности је имала 50 чланова и 1795. године су њене секције уједињене. Школа лепих уметности француски; L'École des Beaux-Arts, се тако зове од 1793. године и имала је секције сликарства, скулптуре и архитектуре.
Најславнија академска изложбе је био Салон који је организован сваке године од 1737. у априлу у Паризу у Аполоновом салону у Лувру (у години 1802. - 1831. и 1852. - 1863. био је уређиван као бијенале) и после 1890. се распао на два противничка салона.
Са академизмом је спојен Римски конкурс, чији је победник добијао Римску награду - трогодишњу стипендију у Риму за студије античке уметности. Он је организован од 1663. до 1968. године.
После 1874. године велики противник академизма је била авангарда савремене уметности (то је био прво импресионизам а од 1880.-тих година постимпресионизам и симболизам). Може се рећи да је академизам као затворена уметност завршио пред Први светски рат. После Другог светског рата академизам је сматран за реакционарну уметност која гуши савремене уметничке снаге, сматра се за идејни и уметнички конзервативизмом, старомисаоношћу која се заснива на конзервативном мишљењу у уметности чије творевине су се карактерисале одрођавањем од живота, нарочито у сликарству где се понављају стари примери без стваралачких приступа. Ренесанса академизма је почела 70-их година 20. века.

## Историјски контекст
Академизам по Луису Хоткеру (Louis Hautecoeur) је ”облик фарисејства : слепо праћење слова идући против његовог духа.” Критичари обично примењују реч ’академизам’ на феномен опште склерозе, која напада уметничке покрете који постају сувише зависни од стереотипа и формула, односно слепог праћења правила. Историчари уметности би ограничили овај појам на одређену историјску реалност, тј., на мноштво академије које су од 16. века створене широм Европе. Оне најраније, Академија св. Луке у Риму; Удружење св. Луке у Антверпу; Мајсторска радионица сликара и вајара града и предграђа Париза, основана 1260. године, а која је 1649. године такође добила име Академија св. Луке и на чије чело је постављен Симон Вуе (Simon Vouet), у ствари су наследнице средњовековних уметничких и занатских удружења. С друге стране, сама академска доктрина и њено преношење на младе уметнике је пресликана из циљева болоњске Accademia degli Incamminati, коју је основао Анибале Карачи око 1585-86. године, да  би оживео свесну аналитичку студију нагог људског тела и развио интелигентну имитацију дела старих мајстора (Леонарда да Винчија, Микеланђела, Рафаела, и др.).
Други би опет применили појам академизам на снажан и јединствен стил настао у Француској у и око Краљевске академије сликарства и вајарства, основане 1648. године на иницијативу краљевог канцелара Сегјеа и сликара Шарл Лебрена. Од 1671. године на Академији је вођена жива полемика око тога да ли у слици треба да превладава боја или цртеж, односно између присталица Пусена (пусениста) и присталица Рубенса (рубенсиста). Период који следи превласт Лебреновог критеријума уистину се и не би могао окарактерисати као академизам. Иако су естетске норме остале практично исте, и иако су многи сликари остали верни рационалистичком духу 17. века, на Академији се јавила струја здравог духа иновације. Већи број академија које су сукцесивно отворене у провинцијама широм Француске су се заснивале на моделу париске Академије. И други главни градови Европе су убрзо кренули истим стопама: Академија у Антверпу, коју је 1663. године основао Филип IV; Академија у Берлину основана 1697. године; Академија Сан Фернандо у Мадриду, коју је још планирао Веласкез а коју ће 1752. године основати Филип V и вајар Ђовани (или Хуан Доменико) Оливјери; Краљевска академија у Лондону, коју ће 1768. године основати Џорџ III и сликар Сер Џошуа Рејнолдс уједно и њен први председник. Све ове институције су органозовале изложбе и предавања по врло сличној линији, мада ниједна од њих не заслужује придев ’академизам’ као омаложавајући епитет, односно онако како га је 1793. године употребио Жак-Луј Давид, када је од краљевског Савета затражио да се Краљевска академија у Паризу укине.
Почетком 19. века, када се укус публике окренуо неокласицизму, Академија је била врло невољна да прихвати романтизам и реализам. Ипак, сликар као Ежен Делакроа, а кога су њетове колеге годинама избегавале, седам година пре своје смрти, добио је место на Академији које је Хиполит Деларош држао пуне 24 године. С друге стране, у другој половини 19. века, чланови Института који су заузимали почасна места у Школи лепих уметности, контролисали су доделу награде за боравак и стипендију у Риму (Римске награде) и бирали уметнике који ће излагати на годишњем Салону. Они су увели један декадентан режим који се заснивао на рестриктивним учењима и застарелим традицијама, оштро осуђујући било каква независну активност. Сликари као што су Моне и Сезан су систематски одбијани од стране комисије Салона, што је довело до појаве епитета „проклети сликари” (paintres maudits), односећи се на све оне сликаре које је Салон одбијао. Још неко време, конвенционалисти (или „упеглане кошуље”, како су их прозвали ови други), су наставили да добијају награде и скупље продају своја дела у односу на оне који су излагали у Салону одбијених. Обучавали су своје ученике тако да имитирају њихова дела, уместо да развијају властити стил, тако да су зидови у делу Салона посвећеном француским уметницима били препуни копија и реплика дела представника класичног академизма, Вилијама Бугроа и Леона Бона. Школа лепих уметности у то време је заиста заслужан носилац историјског академизма, међутим тај период у историји уметности више није довољно занимљив данашњој публици да би искључиво носио епитет „академизам”.